# Klyvan
Klyvan is een Zweeds eiland behorend tot de Lule-archipel. Het eiland ligt ten oosten van Finnskäret in de Botnische Golf. Het heeft geen vaste oeververbinding en is onbebouwd. Het is een van de eilanden aan de oostrand van de archipel.